# Monsummano Terme
Monsummano Terme é uma comuna italiana da região da Toscana, província de Pistoia, com cerca de 19.888 habitantes. Estende-se por uma área de 32 km², tendo uma densidade populacional de 622 hab/km². Faz fronteira com Larciano, Pieve a Nievole, Ponte Buggianese, Serravalle Pistoiese.

## Demografia
| Variação demográfica do município entre 1861 e 2011                               |
|                                                                                   |
| Fonte: Istituto Nazionale di Statistica (ISTAT) - Elaboração gráfica da Wikipedia |